# Péter Varjú
Péter Varjú (* 1982 in Szeged) ist ein ungarischer Mathematiker, der sich mit Harmonischer Analysis und Ergodentheorie befasst.
Varju studierte an der Universität Szeged und an der  Princeton University, an der er 2011 bei Jean Bourgain promoviert wurde (Random walks and spectral gaps in linear groups). Zurzeit ist er an der Universität Cambridge.
Er studierte die Konstruktion von Expander-Graphen mit Methoden der Zahlentheorie (arithmetischen Gruppen) und Fragen der Gleichverteilung von Irrfahrten in arithmetischen Gruppen (mit Jean Bourgain) und in euklidischen Isometrien (teilweise mit Elon Lindenstrauss).
2016 erhielt er den EMS-Preis, 2018 den Whitehead-Preis. Er war Fulbright Fellow.